# TT33
Das Grab TT33 (englisch Theban Tomb 33) befindet sich in der Nekropole von al-Asasif in Theben-West in Ägypten. Es wurde von dem Obersten Vorlesepriester Petamenophis kurz vor oder während der Regierung des Pharaos Psammetich I. (26. Dynastie) angelegt.

## Erforschung
Im 19. Jahrhundert wurde das Grab entdeckt. Johannes Dümichen hatte es untersucht und plante, seine Forschungen in sieben Bänden zu veröffentlichen. Er starb jedoch 1894 kurz vor der postum von seinem Schüler Wilhelm Spiegelberg zur Veröffentlichung gebrachten 3. Bandes. Die Untersuchungen wurden deshalb abgebrochen und das Grab verschlossen. Am 7. Dezember 2005 ist es erneut geöffnet worden und wird von einem Team um den Straßburger Ägyptologen Claude Traunecker untersucht.

## Beschreibung
Dieses Grab befindet sich unweit der Gräber der Pharaonen im Tal der Könige, doch es übertrifft alle sowohl an Größe als auch an der Ausgestaltung. Dem Eingang sind zwei Vorhöfe mit Pylonen vorgelagert. Seine gesamte Länge beträgt über 100 Meter und die 22 Räume verteilen sich auf drei Stockwerke bis auf 20 Meter unter der Erde.
Die Wände sind mit einer außergewöhnlich umfangreichen Sammlung von „klassischen“ Jenseitswerken bedeckt:
- nahezu alle Unterweltsbücher aus dem Neuen Reich:
  - Amduat,
  - Pfortenbuch,
  - Höhlenbuch,[4]
  - Buch-von-der-Erde-Szenen,[5]
- Sonnenlitanei,
- Buch von der Nacht,
- Pyramidentext-, Sargtext- und Totenbuch-Sprüche[6],

Darüber hinaus:
- Mundöffnungsritual,
- Erweckung des Osiris,
- Astronomische Decken, inklusive Dekanlisten C,
- „Der König als Sonnenpriester“ .